# شهباز دوریا
شهباز دوریا یا باز دوریا (نام علمی: Megatriorchis doriae) یک پرنده شکاری و تنها عضو سردهٔ (نام علمی: Megatriorchis) است.

## ویژگی‌های ریخت‌شناسی
طول آن تا ۶۹ سانتیمتر است و از بزرگ‌ترین بازها به معنای عام است. این پرنده، قهوه‌ای مایل به خاکستری با تاج و روتنه سیاه نواری، زیرتنه سفید، یک رگه سیاه در پشت چشم، عنبیه قهوه‌ای تیره، یک نوک سیاه‌فام و پاها زرد مایل به سبز است. دو جنس شبیه هم هستند ولی جنس ماده کمی بزرگتر از نر است.

## زیستگاه و پراکندگی
شهباز دوریا بومی جنگل‌های بارانی دشت گینه نو و جزیره باتانتا است. رژیم غذایی آن عمدتاً از پرندگان، از جمله پرنده بهشتی کوچک و سایر جانوران کوچک تشکیل شده است.

## حفاظت
به دلیل از دست دادن مداوم زیستگاه، شهباز دوریا در فهرست سرخ گونه‌های در معرض خطر IUCN به عنوان نزدیک تهدید ارزیابی می‌شود. این گونه همچنین در پیوست II از کنوانسیون سایتس فهرست شده است.

## ریشه‌شناسی
در نام سرده، "مگا-" از کلمه یونانی "بزرگ" گرفته شده است. "Triorchis" یونانی به معنای نوعی باز بود که تصور می‌شد سه بیضه دارد- برای جزئیات بیشتر به عقاب مارخور ماداگاسکاری مراجعه کنید. نام این گونه به یاد طبیعت‌شناس ایتالیایی جاکومو دوریا است.